# Get a Life
Get a Life est une série télévisée américaine de sitcom en trente-cinq épisodes de 30 minutes, diffusés entre le 23 septembre 1990 et le 8 mars 1992 sur la Fox.

## Fiche technique
Sauf indication contraire, les informations mentionnées dans cette section peuvent être confirmées par la base de données cinématographiques IMDb,  présente dans la section « Liens externes ».
- Titre original : Get a Life
- Réalisation : David Mirkin, Peter Baldwin, Dwayne Hickman, Dean Parisot, John Fortenberry, Tony Dow et David Steinberg
- Scénario : Chris Elliott, David Mirkin, Adam Resnick, Bob Odenkirk, Marjorie Gross, Steve Pepoon, Bill Freiberger, Charlie Kaufman, Jace Richdale et Edd Hall
- Photographie : Richard Hissong, Wayne Kennan et Ronald W. Browne
- Musique : Stewart Levin, Stephen Graziano, Dominic Frontiere, Tim Truman et R.E.M.
- Casting : Lisa London, Holly Powell et Randy Stone
- Montage : Pamela Malouf, Mike Wilcox, Herbert H. Dow et Tommy Wilcox
- Décors : Jerry Adams, Fred S. Winston, Charles Pierce, Stewart Kane McGuire et Anne H. Ahrens
- Production : Chris Elliott, Adam Resnick, David J. Latt, Steve Pepoon, Marjorie Gross, Jace Richdale et Jason Shubb
  - Producteur délégué : David Mirkin
  - Producteur associé : Jessie Ward Dugan et Hudson Hickman
- Sociétés de production : Elliottland Productions, Mirkinvision, New World Television et TriStar Television
- Société de distribution : Sony Pictures Television
- Chaîne d'origine : Fox
- Pays d'origine :  États-Unis
- Langue originale : anglais
- Genre : Sitcom
- Durée : 30 minutes

## Distribution

### Acteurs principaux
- Chris Elliott : Chris Peterson
- Robin Riker : Sharon Potter
- Bob Elliott : Fred Peterson
- Elinor Donahue : Gladys Peterson
- Sam Robards : Larry Potter
- Taylor Fry : Amy Potter

### Acteurs récurrents et invités
- Brian Doyle-Murray : Gus Borden
- Brady Bluhm : Bobby Potter
- Bo Sharon : Billy
- Earl Boen : Dr Kramer
- Wesley Jonathan : Eddie
- Lee Garlington : Angelica
- Graham Jarvis : M. Simon
- Julie Brown : Connie Bristol
- Tracey Walter : l'opérateur du manège
- Beth Broderick : Jackie
- Jackie Earle Haley : Cousin Donald
- Martin Mull : Sandy Connors
- Nora Dunn : Irma
- Deborah Shelton : Nicolette Preston
- Dena Dietrich : Margaret Gardner
- Thom Sharp : Rob
- Emma Samms : Tricia Paddington
- June Lockhart : Gladys Peterson
- Warren Frost : le sénateur
- Amy Yasbeck : Evelyn
- Frank Welker : Spewey
- Mitch Pileggi : Max
- James Hampton : Fletcher
- Craig Richard Nelson : Hastings
- Blair Tefkin : Charleen
- Paul Feig : Mark
- Lewis Arquette : le justicier de la paix
- John Putch : un policier
- Louan Gideon : Tammy
- Steven Gilborn : Jedidiah
- James Keane (en) : Oncle Milt
- Kevin Scannell : Richardson
- Tuc Watkins : Sapphire
- Clive Revill : M. Pipp
- David Tom : Otto
- Twink Caplan : l'intervieweuse
- Richard Foronjy : Tom
- Julie Payne : Dr Rand
- Elsa Raven : Marta
- David Mirkin : l'homme d'affaires
- Pat Crawford Brown : Tante Molly
- Mink Stole : Mme Wilson
- Bibi Osterwald : Tante Tilly
- Debi Derryberry : Seal

## Épisodes

### Saison 1
1. Terror on the Hell Loop 2000
2. The Prettiest Week of My Life
3. Dadicus
4. A Family Affair
5. Pile of Death
6. Paperboy 2000
7. Drivers License
8. The Sitting
9. Bored Straight
10. Zoo Animals on Wheels
11. Roots
12. The Counterfeit Watch Story
13. Chris vs. Donald
14. Chris Wins a Celebrity
15. Houseboy 2000
16. Married
17. Camping 2000
18. The Construction Worker Show
19. The Big City
20. Neptune 2000
21. The One Where Chris and Larry Switch Lives
22. Psychic 2000

### Saison 2
1. Chris Moves Out
2. Larry on the Loose
3. Meat Locker 2000
4. Health Inspector 2000
5. Chris Gets His Tonsils Out
6. Prisoner of Love
7. Chris Becomes a Male Escort
8. Girlfriend 2000
9. Chris' Brain Starts Working
10. Bad Fish
11. SPEWEY and Me
12. 1977 2000
13. Clip Show